# Gouvernement Prayut Chan-o-cha (1)
Thaïlande
60e cabinet
(Yingluck Shinawatra) 62e cabinet
(Prayut Chan-o-cha II)
Le premier gouvernement Prayut Chan-o-cha (en thaï : คณะรัฐมนตรีประยุทธ์ 1 ; RTGS : Khana Ratmontri Prayut 1) est le 61e gouvernement de Thaïlande (en thaï : คณะรัฐมนตรีไทย คณะที่ 61 ; Khana Ratmontri Thai Khana Thi 61) mis en place le 25 août 2014 et faisant suite au coup d'État. Il est remplacé le 16 juillet 2019 par le second gouvernement Chan-o-cha.
Le gouvernement est formé sous le roi Rama IX et remplacé sous Rama X.

## Composition initiale
Le gouvernement de Yingluck Shinawatra formé en 2011 tombe le 7 mai 2014 avec la destitution de la première ministre imposée par la Cour constitutionnelle. Niwatthamrong Boonsongpaisan, alors ministre du Commerce, assure l'intérim avant de subir le coup d'État du 22 mai et d'être remplacé par le président du Conseil national pour la paix et le maintien de l'ordre, Prayut Chan-o-cha.
Il reçoit le commandement royal le 24 août et est chargé de nommer un gouvernement. Le décret royal du 31 août 2014 annonce officiellement le nouveau gouvernement.

### Élection par l'Assemblée nationale législative
| Position                                                                             | Voix                                                                                 | Total |
| ------------------------------------------------------------------------------------ | ------------------------------------------------------------------------------------ | ----- |
| POUR                                                                                 | 191                                                                                  | 191   |
| CONTRE                                                                               | 0                                                                                    | 0     |
| ABSTENTION/NON-PRÉSENT                                                               | 6a                                                                                   | 6     |
| Nombre de votants : 197 — Nombre de suffrages exprimés : 197 — Majorité absolue : 98 | Nombre de votants : 197 — Nombre de suffrages exprimés : 197 — Majorité absolue : 98 | Élu   |

a 3 abstentions et 3 non présents lors du vote.

### Premier ministre
- Premier ministre : Prayut Chan-o-cha

#### Vice-Premiers ministres
- Prawit Wongsuwan
- Pridiyathorn Devakula
- Yongyuth Yuthavong
- Thanasak Patimaprakorn
- Wissanu Krea-ngam

#### Ministres auprès du Cabinet du Premier ministre
- Panadda Diskul
- Suwaphan Tanyuvardhana

### Ministres
- Porte-parole du Cabinet du Premier ministre : Yongyuth Mayalarp
- Ministre de la Défense : Prawit Wongsuwan
- Ministre des Affaires étrangères : Thanasak Patimaprakorn
- Ministre des Finances : Sommai Phasee
- Ministre du Tourisme et des Sports : Kobkarn Wattanavrangkul
- Ministre du Développement social et de la Sécurité humaine : Adul Saengsingkaew
- Ministre de l'Agriculture et des Coopératives : Pitipong Phungbun na Ayutthaya
- Ministre des Transports : Prajin Juntong
- Ministre des Ressources naturelles et de l'Environnement : Dapong Ratanasuwan
- Ministre de la Technologie, de l'Information et de la Communication : Pornchai Rujiprapa
- Ministre de l'Énergie : Narongchai Akrasanee
- Ministre du Commerce : Chatchai Sarikulya
- Ministre de l'Intérieur : Anupong Paochinda
- Ministre de la Justice : Paiboon Khumchaya
- Ministre du Travail : Surasak Karnjanarat
- Ministre de la Culture : Veera Rojpojanarat
- Ministre de la Science et des Technologies : Pichet Durongkaveroj
- Ministre de l'Éducation : Narong Pipatanasai
- Ministre de la Santé publique : Rajata Rajatanavin
- Ministre de l'Industrie : Chakramon Phasukavanich

### Vice-ministres
- Vice-ministre de la Défense : Udomdej Sitabutr
- Vice-ministre des Affaires étrangères : Don Pramudwinai
- Vice-ministre des Transports : Arkhom Termpittayapaisith
- Vice-ministre du Commerce : Apiradi Tantraporn
- Vice-ministre de l'Intérieur : Suthee Makboon
- Vice-ministres de l'Éducation : Krisanapong Kiratikorn, Surachet Chaiwong
- Vice-ministre de la Santé publique : Somsak Chunharas

## Modifications

### Ajustement du 19 novembre 2014[4]
Entrée au gouvernement :
- Weesut Srisuphan, vice-ministre des Finances ;
- Amnuay Patise, vice-ministre de l'Agriculture et des Coopératives.

### Remaniement du 20 août 2015[5]
Modification d'attribution :
- Thanasak Patimaprakorn, vice-Premier ministre (anciennement vice-Premier ministre et ministre des Affaires étrangères) ;
- Arkhom Termpittayapaisith, ministre des Transports (anciennement vice-ministre du même ministère) ;
- Apiradi Tantraporn, ministre du Commerce (anciennement vice-ministre du même ministère) ;

Changement d'affectation :
- Prajin Juntong, vice-Premier ministre (anciennement ministre des Transports) ;
- Narong Pipatanasai, vice-Premier ministre (anciennement ministre de l'Éducation) ;
- Don Pramudwinai, ministre des Transports (anciennement vice-ministre des Affaires étrangères) ;
- Chatchai Sarikulya, ministre de l'Agriculture et des Coopératives (anciennement ministre du Commerce) ;
- Surasak Karnjanarat, ministre des Ressources naturelles et de l'Environnement (anciennement ministre du Travail) ;
- Dapong Rattanasuwan, ministre de l'Éducation (anciennement ministre des Ressources naturelles et de l'Environnement).

Entrée au gouvernement :
- Somkid Jatusripitak, vice-Premier ministre (en remplacement de Sommai Phasee) ;
- Apisak Tantivorawong, ministre des Finances ;
- Ormsin Chewapruek, vice-ministre des Transports (en remplacement de Don Pramudwinai) ;
- Uttama Savanayana, ministre de la Technologie, de l'Information et de la Communication (en remplacement de Pornchai Rujiprapa) ;
- Anataporn Kanchanarat, ministre de l'Énergie (en remplacement de Narongchai Akrasanee) ;
- Suwit Maesincee, vice-ministre du Commerce (en remplacement de Apiradi Tantraporn) ;
- Sirichai Disthakul, ministre du Travail (en remplacement de Surasak Karnjanarat) ;
- Teerakiet Charoensettasin, vice-ministre de l'Éducation (en remplacement de Krisanapong Kiratikorn) ;
- Piyasakol Sakolsatayatorn, ministre de la Santé publique (en remplacement de Rajata Rajatanavin) ;
- Atchaka Sibunruang, ministre de l'Industrie (en remplacement de Chakramon Phasukavanich).

### Ajustement du 16 décembre 2016[6]
Changement d'affectation :
- Ormsin Chewapruek, ministre auprès du Cabinet du Premier ministre (anciennement vice-ministre des Transports) ;
- Suwit Maesincee, ministre auprès du Cabinet du Premier ministre (anciennement vice-ministre du Commerce) ;
- Suwaphan Tanyuvardhana, ministre de la Justice (anciennement ministre auprès du Cabinet du Premier ministre) ;
- Atchaka Sibunruang, ministre de la Science et de la Technologie (anciennement ministre de l'Industrie) ;
- Teerakiet Charoensettasin, ministre de l'Éducation (anciennement vice-ministre du même ministère) ;
- Panadda Diskul, vice-ministre de l'Éducation (anciennement ministre auprès du Cabinet du Premier ministre) ;
- Uttama Savanayana, ministre de l'Industrie (anciennement ministre de la Technologie, de l'Information et de la Communication).

Changement d'attribution et intitulé modifié :
- Pichet Durongkaveroj (anciennement ministre de la Science et de la Technologie) devient ministre de l'Économie et de la Société numérique (anciennement appelé ministère de la Technologie, de l'Information et de la Communication).

Entrée au gouvernement :
- Weerasak Futrakul, vice-ministre des Affaires étrangères ;
- Chutima Bunyapraphasara, vice-ministre de l'Agriculture et des Coopératives ;
- Pichit Akrathit, vice-ministre des Transports (en remplacement de Ormsin Chewapruek) ;
- Sontirat Sontijirawong, vice-ministre du Commerce (en remplacement de Suwit Maesincee).

### Ajustement du 24 novembre 2017[7]
Modification d'attribution :
- Sontirat Sontijirawong, ministre du Commerce (anciennement vice-ministre du même ministère) ;
- Prajin Juntong, vice-Premier ministre, devient aussi ministre de la Justice (en remplacement de Suwaphan Tanyuvardhana).

Changement d'affectation :
- Chatchai Sarikulya, vice-Premier ministre (anciennement ministre de l'Agriculture et des Coopératives) ;
- Suwaphan Tanyuvardhana, ministre auprès du Cabinet du Premier ministre (anciennement ministre de la Justice) ;
- Anataporn Kanchanarat, ministre du Développement social et de la Sécurité humaine (anciennement ministre de l'Énergie, en remplacement de Adul Saengsingkaew) ;
- Chutima Bunyapraphasara, vice-ministre du Commerce (anciennement vice-ministre de l'Agriculture et des Coopératives, en remplacement de Sontirat Sontijirawong) ;
- Adul Saengsingkaew, ministre du Travail (anciennement ministre du Développement social et de la Sécurité humaine, en remplacement de Sirichai Disthakul) ;
- Suwit Maesincee, ministre de la Science et de la Technologie (anciennement ministre auprès du Cabinet du Premier ministre, en remplacement de Atchaka Sibunruang).

Entrée au gouvernement :
- Kobsak Pootrakool, ministre auprès du Cabinet du Premier ministre (en remplacement de Suwit Maesincee) ;
- Chaichan Changmongkol, vice-ministre de la Défense (en remplacement de Udomdej Sitabutr) ;
- Weerasak Kowsurat, ministre du Tourisme et des Sports (en remplacement de Kobkarn Wattanavrangkul) ;
- Krisada Boonrat, ministre de l'Agriculture et des Coopératives (en remplacement de Chatchai Sarikulya) ;
- Lak Vajananawat et Wiwat Salyakamthorn, vice-ministres de l'Agriculture et des Coopératives ;
- Pailin Chuchottaworn, vice-ministre des Transports (en remplacement de Pichit Akrathit) ;
- Siri Jiraphongphan, ministre de l'Énergie (en remplacement de Anataporn Kanchanarat) ;
- Udom Kachintorn, vice-ministre de l'Éducation (en remplacement de Panadda Diskul) ;
- Somchai Harnhiran, vice-ministre de l'Industrie.

## Démission du gouvernement

### 30 janvier 2019
En janvier 2019, quelques mois avant les élections législatives de mars, 4 ministres démissionnent de leurs fonctions :
- Kobsak Pootrakool, ministre auprès du Cabinet du Premier ministre ;
- Sontirat Sontijirawong, ministre du Commerce ;
- Suwit Maesincee, ministre de la Science et des Technologies ;
- Uttama Savanayana, ministre de l'Industrie.

### 9 mai 2019
Ces démissions interviennent au lendemain des élections législatives. 14 membres du gouvernement démissionnent le 9 mai 2019 :
- Prajin Juntong, vice-Premier ministre, ministre de la Justice ;
- Chatchai Sarikalaya, vice-Premier ministre ;
- Suwaphan Tanyuvardhana, ministre auprès du Cabinet du Premier ministre ;
- Weesut Srisuphan, vice-ministre des Finances ;
- Weerasak Futrakul, vice-ministre des Affaires étrangères ;
- Anataporn Kanchanarat, ministre du Développement social et de la Sécurité humaine ;
- Suthee Makboon, vice-ministre de l'Intérieur ;
- Surasak Kanchanarat, ministre des Ressources naturelles et de l'Environnement ;
- Adul Saengsingkaew, ministre du Travail ;
- Teerakiet Charoensettasin, ministre de l'Éducation ;
- Surachet Chaiwong, vice-ministre de l'Éducation ;
- Somchai Hanhiran, vice-ministre de l'Industrie.

### 10 mai 2019
La démission de Lak Wajananawat, vice-ministre de l'Agriculture et des Coopératives, accompagne la liste des démissions à la suite des élections législatives.